# 4778 Fuss
4778 Fuss este un asteroid din centura principală, descoperit pe 9 octombrie 1978 de Liudmila Juravliova.